# Régiment médical
Le régiment médical est un régiment de l'Armée de terre française, basé au camp de La Valbonne dans l'Ain. Il a été créé le 4 juillet 2011 par la fusion du 1er régiment médical et du 3e régiment médical.

## Histoire
Le RMED est créé le 4 juillet 2011, il est l’héritier du 1er RMED de Châtel-Saint-Germain, du 2e RMED de La Valbonne (régiment de réserve) et du 3e RMED de La Valbonne.
En 1999, le 10e bataillon médical de Mourmelon est transféré à La Valbonne où était stationné le 2e régiment médical, qui était en ce temps-là une unité de réserve.
Ils forment alors un Groupe médical. Ce dernier se voit rattacher en 2001 le 9e bataillon médical de Vannes et prend l’appellation de 3e régiment médical. En 2011, il fusionne avec le 1er régiment médical (1er RMED) de Châtel-Saint-Germain et prend l’appellation de « régiment médical » (RMED).
Subordonnée à la Brigade logistique (B.LOG), cette unité de l’Armée de Terre a pour mission l’intégration du Service de santé des armées (médecin, pharmacien, infirmiers) à la mission tactique de l’Armée de terre sur les théâtres d’opération extérieure. 

### Drapeau
Dans les plis du drapeau est inscrit en lettres d’or :
- Italie 1943-1944
- France 1944-1945
- Allemagne 1945
- Indochine 1945-1954

Origine des inscriptions
- la campagne d’Italie 1943-1944 :

le 1er RMED est l’héritier des bataillons médicaux du corps expéditionnaire français en Italie ;
- campagnes de France 1944-1945 et d’Allemagne 1945 :

le 2e RMED a repris le patrimoine de la 1re armée Française ainsi que les armes de la ville de Colmar ;
- Indochine 1945-1954 :

le 3e RMED s’est vu attribuer les traditions des unités du service de santé qui ont servi sur ce théâtre entre 1945 et 1954.

## Héraldique
Écu amarante à un taureau ailé chargé en pointe d’une silhouette d'un véhicule de l’avant blindé (VAB) sanitaire d’argent surmontant la devise en lettre capitales d’or SERVIRE PRO SALVARE (« Servir pour Sauver »). Broché à dextre d’un glaive abaissé d’argent à une bisse d’or enserrant la lame et se mirant dans le miroir de la prudence[Quoi ?].
Insigne du régiment : Le taureau ailé représentant Saint-Luc patron des médecins militaires. La couleur amarante, le miroir de la prudence d’Epidaure et le serpent : attributs du service de santé. Le glaive renversé du soutien. Le VAB sanitaire symbolisant le soutien médical des forces terrestres. La devise du régiment : « L’excellence pour sauver ».

## Missions
Le régiment arme les unités médicales opérationnelles (UMO) du service de santé des armées (SSA) avec du personnel péri-médical entraîné et aguerri. Ces sauveteurs au combat sont capables de prendre en charge blessés et malades dans les conditions extrêmes du champ de bataille. Dans le cadre de la préparation aux opérations extérieures, le régiment médical met en œuvre la politique d’aguerrissement au combat et la préparation opérationnelle du personnel. Dans le cadre de la préparation spécifique au soutien santé, le Régiment suit les directives du SSA. Afin de mener à bien leurs missions, ils doivent se maintenir en bonne condition physique, entretenir leurs connaissances militaires et se maintenir à jour dans le domaine de la santé. Enfin, comme tous les soldats de l’Armée de terre, les militaires du régiment médical participent pleinement aux missions intérieures et extérieures.
Le personnel du régiment médical participe à toutes les opérations extérieures. Il est présent sur l’ensemble des théâtres aux côtés des unités intervenant partout où les soldats français sont déployés. Il effectue aussi des missions de courte durée en Nouvelle Calédonie, République de Djibouti, Guyane, Martinique, Réunion, Mayotte, Guadeloupe…
Le régiment médical participe en métropole et dans les DROM-COM aux missions confiées à l’Armée de terre. Il prend une part active aux missions d’assistance de la population :
- Plan Polmar : plan d’intervention en cas de pollution accidentelle des milieux marins ;
- Plan Vigipirate et Sentinelle : dispositif de sécurité destiné à prévenir les menaces ou à réagir face aux actions terroristes ;
- Plan Héphaïstos : lutte contre les feux de forêts en zones méditerranéenne.

En plus de participer à toutes les missions mission combat terrestre (MCT), le régiment médical a pour mission générale le soutien santé des forces armées sur les théâtres d'opérations extérieures.
Dans le cadre de la logistique militaire, il est en mesure aussi bien de réaliser les évacuations sanitaires (MEDEVAC) des combattants au plus près de la ligne de front que d'armer des unités médicales opérationnelles (UMO) sur le théâtre.
De plus, le régiment dispose d'une capacité de décontamination médicale des blessés, et peut intervenir dans un contexte NRBC (Nucléaire, Radiologique, Biologique et Chimique). Ces structures sanitaires de campagne spécialisées sont les unités médicales de Décontamination des Armées (UMDA). 
Enfin, le régiment médical est capable d'armer plusieurs unités de distribution des produits de santé (UDPS), afin d'assurer le ravitaillement médical (RAVMED) et l’entretien des matériels biomédicaux de l'ensemble des structures sanitaires de campagne des théâtres d'opération.

## Organisation
Du fait de sa spécificité santé le régiment médical est commandé par un chef de corps médecin, praticien des armées du grade de Médecin en chef (colonel). Le commandant en second est issu de l'arme du train (colonel), le chef du bureau opération-instruction (BOI) est un Médecin en chef (lieutenant-colonel). Ces officiers ont choisi la voie dite « commandement » et sont pour certains brevetés de l'École de Guerre de Paris.
La colonne vertébrale régimentaire se compose d’un État-major, de 5 compagnies médico-chirurgicales (CMC), d'une compagnie de commandement et de logistique (CCL) et 6e compagnie de réserve (UIR). Les compagnies médico-chirurgicales (CMC) sont composées de trois sections médico-chirurgicales et d'une section de décontamination médicale NRBC. L'ensemble des sections ont pour mission le ramassage des blessés et la mise en œuvre des Unités Médicales Opérationnelles (UMO) : le poste de secours (rôle 1), le groupe médico-chirurgicaux (rôle 2). L'hôpital mobile de campagne (rôle 3), ainsi que l'unité médicale de décontamination des armées (UMDA). Une compagnie de réserve, anciennement le 810e Hôpital Mobile de Campagne (810e HMC), rassemble les réservistes du régiment médical. Elle porte les couleurs blanche et rouge.

### La Compagnie de Commandement et de Logistique (CCL)
Héritière directe des compagnies de commandement et de soutien des 1er et 3e régiments médicaux. Elle porte les couleurs blanche et grise.
Son insigne : Le blason est en forme d’écu français ancien partagé par les couleurs de la compagnie de commandement et logistique (gris et blanc). En son centre un dragon, symbole des campagnes en Indochine dont était l’héritier le 3e RMED, surmonté de l’aigle provenant de la 21e compagnie médicale du 2e corps d’armée (21e CMCA) stationnée à Neustadt an der Weinstraße (FFA). À gauche, le caducée militaire (glaive pointe vers le bas avec le serpent et son miroir) symbole du personnel santé du régiment. En bas, une banderole avec l’abréviation de la compagnie de commandements et logistique.
Ayant pour mission opérationnelle de soutenir le déploiement du régiment, elle fournit au régiment médical son poste de commandement, donnant au chef de corps une structure de commandement de zone fonctionnelle. Les autres éléments de la CCL confèrent au régiment les capacités de commandement-vie-soutien permettant aux unités élémentaires subordonnées de conduire leurs missions.
La compagnie compte parmi les plus grosses unités élémentaires des Forces Terrestres. Elle est divisée en services au quartier et arme notamment le poste de commandement, le bureau opérations instruction, la cellule ressources humaines, le bureau de maintenance et logistique et le groupe d’instruction santé secourisme (GISS). Elle participe aux missions du régiment à l’intérieur comme à l’extérieur du territoire national dans les opérations extérieures (OPEX), les missions intérieures (MISSINT) ainsi que les missions de souveraineté nationale (MCD).
La CCL arme le Bureau-opération-instruction (BOI), une des plus importantes sections et notamment le Bureau renseignement du régiment (S2), composé d'un officier renseignement de groupement tactique (ORGT) et d'un sous-officier renseignement de groupement tactique (SORGT). Tous sont formés au sein de l’École du renseignement de l'armée de terre de Saumur (49) (ERAT).

### La1recompagnie Médico-Chirurgicale
Cette compagnie est spécialisée dans le sauvetage au combat et les interventions en milieu montagneux. Elle est répartie en 4 sections : une section médico-chirurgicale, une section d’évacuation et de transport des blessés, une section de décontamination NRBC, et une section de commandement chargée du soutien. Elle compte par ailleurs dans ses rangs deux antennes chirurgicales, dont elle assure la formation entre deux déploiements en opération.
Représentée par la couleur bleue, la 1re compagnie possède un insigne rénové en 2017 et ancré dans les traditions du 10e bataillon médical. Y sont mêlés l’aigle et le serpent, emblèmes respectifs des troupes de montagne et du service de santé, ainsi que le symbole de l’atome, illustration de la spécialité NRBC, d’une importance croissante.
« Toujours au sommet », la 1re compagnie entretient une culture d’excellence et de réactivité qui lui permet de projeter chaque année de nombreux auxiliaires sanitaires sur tous les théâtres, notamment dans la bande sahélo-saharienne.
Grâce à la spécificité montagne de leur unité, les soldats de la « une » se confrontent régulièrement à un milieu qui requiert exigence et humilité, forme physique et force morale, et ce dans un esprit de cordée indéfectible.

### La2ecompagnie Médico-Chirurgicale
La 2e CMC est spécialisée dans les interventions en zone urbaine, elle est composée à l’identique des autres compagnies du régiment. Elle met en place les moyens d’interventions, depuis la prise en charge de blessés de la zone de contact en opération extérieure jusqu’à leur évacuation vers les postes médicaux. Riche en traditions, elle est l’héritière du 9e bataillon de Meucon (BRETAGNE, VANNES), qui devient le 2e bataillon médical de La Valbonne puis la 2e Compagnie Médicale et d’Évacuation Sanitaire (CMES) du 3e Régiment médical, et enfin la 2e Compagnie médico-chirurgicale (CMC) du Régiment médical.
Son insigne est formé d’une carte d’Indochine sur fond de drapeau breton avec un relief une ancre d’or ornée d’un « 3e régiment médical » et d’un « 2 » pour la 2e compagnie. Une des branches de l’ancre de marine est remplacée par un rameau de laurier qui est tirée de l’insigne du service de santé des armées. Le caducée du service de santé est superposé à l’ancre. L’ancre d’or rappelle l’appartenance du 9e bataillon médical dont est issu la 2e compagnie à la 9e division d’infanterie de marine. Le drapeau breton dit (Gwen a du) rappelle que cette unité était stationnée au camp de Meucon (1996-2000). La carte d’Indochine symbolise les unités du service de santé qui ont combattu en Indochine entre 1945 et 1954 dont le 3e régiment médical était l’héritier.

### La3eCompagnie Médico-Chirurgicale
Recentrant son entraînement sur le sauvetage au combat en zone urbaine ou en terrain ouvert, ainsi que sur le milieu amphibie, s’appuie sur le triptyque suivant pour valoriser son apprentissage et sa formation : combat / secourisme / Numérisation de l’Espace de Bataille (NEB).
Elle tire ses traditions de l’histoire de l’Indochine française, des brancardiers servant à l’hôpital d’Hanoi, à l’hôpital militaire de Lanessan, à ceux directement sur le terrain, au plus près des batailles.
Elle porte sur sa poitrine un insigne en rappelant les traditions : La carte d’Indochine rappelle l’héritage des anciens qui ont servi en « INDO ». La couleur amarante, couleur d’arme, marque l’attachement au Régiment Médical. La panthère noire surgissant à travers le chiffre de la compagnie est le félin typique du sud-est asiatique, symbole de force et de persévérance. L’épée inversée symbolise notre appartenance aux unités de soutien. Le serpent et le miroir, symboles de la médecine, montrent notre rattachement au Service de santé.

### La4eCompagnie Médico-Chirurgicale
La compagnie a pour mission d’assurer la prise en charge des blessés depuis la ligne de front jusqu’en zone urbaine ou au sein d’un convoi, d’assurer le déploiement, la mise en œuvre et l’armement complémentaire d’une unité médicale opérationnelle, ou d’une unité médicale de décontamination des armées. Depuis sa création, la 4e Compagnie a projeté ses soldats sur tous les théâtres d’opérations où sont déployées les forces françaises, notamment en Afghanistan, aussi bien en soutien santé des troupes patrouillant sur le terrain qu’au sein de l’hôpital médico-chirurgical à Kaboul. Elle a participé aux missions au Liban, Tchad, République Centre Afrique, Gabon, Djibouti, Mali et Sénégal et prend part à des missions de sécurité publique en métropole telle que Sentinelle et dernièrement à Saint-Martin au moment du passage du cyclone Irma en 2017.
L’Héraldique : Le chiffre 4 vert représente le chiffre et la couleur de la compagnie. L’Italie : en hommage aux inscriptions en lettre d’or sur le drapeau du Régiment médical : « Italie 1943-1944 » et du fait que la 2e FCM ait appartenu au CEF et a participé notamment à la bataille de Garigliano. Le serpent d’Epidaure qui regarde le miroir de la prudence symbolise le SSA au profit duquel travaille la compagnie ; le glaive inversé précise que la compagnie est une unité de soutien. La salamandre : la Compagnie Chirurgicale Mobile a été déployée pour la première fois en 1994 lors de l’opération Salamandre en Bosnie-Herzégovine. Cet animal symbolise également la pureté et la résistance aux flammes (croyances du Moyen Âge) mais aussi le pouvoir royal sous François Ier. La 4e CMC est l’héritière des traditions de la 2e compagnie du 1er Régiment Médical créée en 1993 à Châtel Saint Germain.

### La5ecompagnie médico-chirurgicale
Créée à l’été 2015, cette compagnie est constituée de personnels de l’ancien 810e Hôpital Mobile de Campagne (HMC), de la section Troupe aéroportée (TAP) du 1er Régiment Médical (RMED) et d’une section des compagnies Nucléaire, Radiologique, Biologique et chimique (NRBC) dissoutes. Cette spécialité TAP fait de la 5 une compagnie atypique puisque 20 de ses soldats portent fièrement le béret rouge. Forte de 150 soldats, elle est articulée en 4 sections dont une à dominante NRBC et comporte également une antenne-chirurgicale Parachutiste, la 14e ACP.
Elle s’identifie par la couleur de son fanion rouge et bleu, et sa devise est la suivante : « Pro-patria et Humanitate », en français « allons là où la patrie et l’humanité nous appellent », extrait du très célèbre discours du chirurgien de la grande armée devant les médecins, infirmiers et brancardiers napoléoniens, le baron Percy). La tête de taureau rappelle Saint Luc, saint patron du Service de Santé. Le serpent d’esculape signe le service de santé et l’épée avec la pointe en bas est le signe du soutien. Les couleurs bleu et rouge sont celle de la place de l’unité dans l’ordre de bataille régimentaire.
Ces dernières années, la compagnie a envoyé ses auxiliaires sanitaires sur l’ensemble des théâtres d’opérations, tant sur les rôles 1 que 2, à savoir principalement l’Afghanistan, la République Centre Africaine puis le Mali. Servir pour sauver, voilà l’engagement que chacun de ses sauveteurs au combat prend lorsqu’il est amené à renforcer une unité en opération extérieure.